# Kronprinzenkoog
Kronprinzenkoog est une commune de l'arrondissement de Dithmarse, dans le Land du Schleswig-Holstein.

## Histoire
Le polder (Koog en allemand) se constitue en trois fois : Sophienkoog en 1718, le terrain entre 1785 et 1787 prend le nom du prince héritier (Kronprinz en allemand) Frédéric VI de Danemark. Enfin Speicherkoog est rattaché à Kronprinzenkoog en 1978.

## Monuments

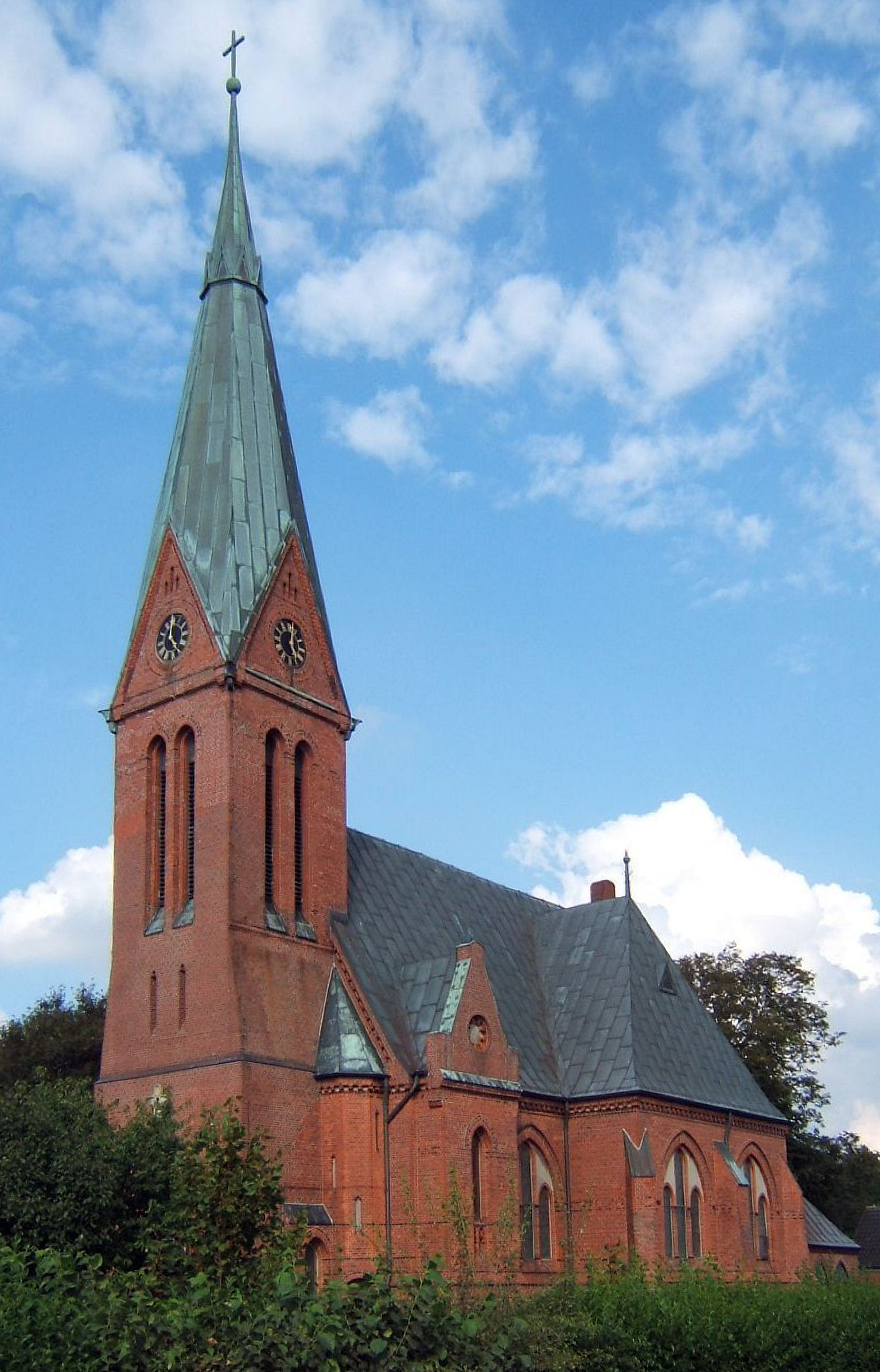
Église de Kronprinzenkoog

L'église protestante est construite dans un style néo-gothique en 1883.